# Che’Nelle

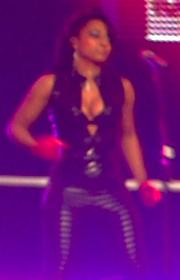
Che'Nelle em 2009.

Cheryline Ernestine Lim (nascida em Kota Kinabalu, Sabá, Malásia, 10 de março de 1983; conhecida por seu nome artístico Che'Nelle) é uma cantora e compositora australiana-malaia de músicas de R&B. Ele nasceu em uma família mista chinesa-malaia (pai) e indiana-holandesa (mãe). Aos 10 anos, ele e seus pais se mudaram para Perth, Austrália Ocidental. Aos 14 anos, ele se juntou a uma banda Top 40. Depois de se formar em uma universidade de música, ela ingressou em uma editora de música como compositora. Uma de suas canções, "Hell, No", foi cantada por Ricki-Lee Coulter, finalista da segunda temporada do Australian Idol e alcançou o top 5 na Austrália. Che'nelle então se mudou para Nova York e assinou um contrato de 6 álbuns com a Virgin Records. Seu primeiro álbum foi intitulado Things Happen For A Reason e foi publicado em 25 de setembro de 2007. Com o sucesso da música japonesa "Beleive" do filme japonês Brave Hearts: Umizaru.
Ela também cantou a música Happiness do álbum @ Che'Nelle World, uma música da trilha sonora do drama japonês Dear Sister.

## Discografia
- Things Happen for a Reason - 2007
- Feel Good - 2010
- Luv Songs ( ラブ・ソングス) - 2011
- Beleve (ビリーヴ) - 2012
- Aishiteru (愛してる - I Love You) - 2013
- Best Songs (ベスト・ソングス) - 2013
- Luv Songs 2 (ラブ・ソングス2) - 2014
- @chenellewrold (シェネル・ワールド) - 2015
- You & I (feat. Shifta) - 2016